# Diego Fernando Ramírez
Diego Fernando Ramírez Hernández (1980-17 de febrero de 2023, Buga, Valle del Cauca), fue un ganadero y asesino en serie colombiano. Fue conocido en su momento como El carnicero de Buga, cometió 6 asesinatos en la localidad de Buga. Se sabe que seguía un mismo patrón y modus operandi. Todos los cuerpos de las víctimas asesinadas por Ramírez Hernández se encontraban en una fosa común a un metro y medio de profundidad de su propia residencia.
El 17 de febrero de 2023 sufrió un atentado por parte de un sicario en su residencia ubicada en la comuna 5, en Buga, departamento del Valle del Cauca.

## Sucesos
Durante la época en que ocurrieron los crímenes en la localidad de Buga, Ramírez trabajó en un local de venta de carnes. Los reprtes de las autoridades indicaron que la primera víctima de Ramírez fue Evangelista Cruz Reyes, un médico veterinario de la localidad que conoció personalmente  cuando le realizó varios procedimientos a unos porcinos. Ambos volvieron a coincidir el 2 de enero de 2007 en la casa de Ramírez, esto, debido a la devolución de un dinero, desde entonces, no se supo nada más sobre el paradero de Cruz Reyes.
A finales de 2006, Ramírez le hizo una propuesta de negocio a Gonzalo Díaz Gómez, quien en su momento fue un reconocido ganadero de Cali. La propuesta de Ramírez consistía en venderle un terreno (lote) por $ 10 000 000 de pesos, junto con 60 cerdos. Ante esto, Díaz Gómez finalmente aceptó el trato y le canceló por adelantado la suma de $ 5 000 000 de pesos, sin embargo, Ramírez engañó a Díaz Gómez debido a que nunca entregó el terreno. Díaz Gómez programó una cita para devolverle el dinero a Ramírez y, según su propia confesión, el negocio no avanzó debido a que surgieron problemas. Para mediados de enero de 2007 se citaron nuevamente en la vereda La Palomera, un sitio en las cercanías del río Cauca. Sin embargo, Díaz Gómez desapareció con tres millones de pesos. Los cadáveres de Cruz Reyes y Díaz Gómez fueron encontrados por las autoridades en el predio de Ramírez, en una fosa común a más de un metro de profundidad.
Todos estos crímenes y desapariciones cometidos en la localidad de Buga fueron investigados oficialmente por el Cuerpo Técnico de Investigación (CTI), un cuerpo especializado de la Fiscalía General de la Nación, además se investigaron otros casos de 6 personas que también resultaron desaparecidas y quienes fueron vinculadas directamente con Ramírez, esto, debido a que todos mantuvieron una relación directa con el homicida. Entre las víctimas se encontraban dos empresarios hoteleros que conocieron personalmente a Ramírez. La conclusión que sacan las autoridades es que en la mayoría de los casos primaban grandes cantidades de dinero.

## Asesinato
Fue asesinado el 17 de febrero de 2023. En el momento del asesinato, Ramírez Hernández presentaba detención domiciliaria. Las autoridades por medio del Cuerpo Técnico de Investigación (CTI) identificaron y confirmaron que se trataba de El carnicero de Buga, la misma persona relacionada por varios asesinatos ocurridos en la década de 2000.